# Santa Maria dels Àngels (Pollença)

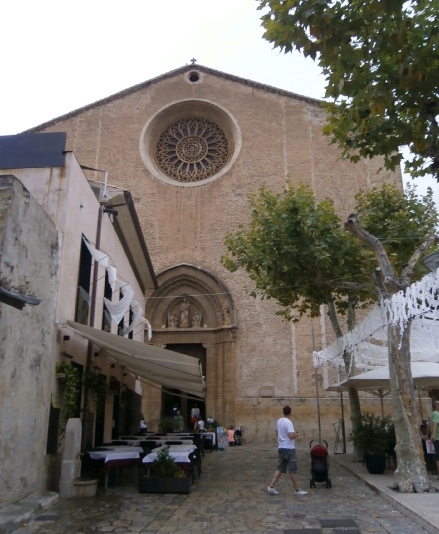
Santa Maria dels Àngels

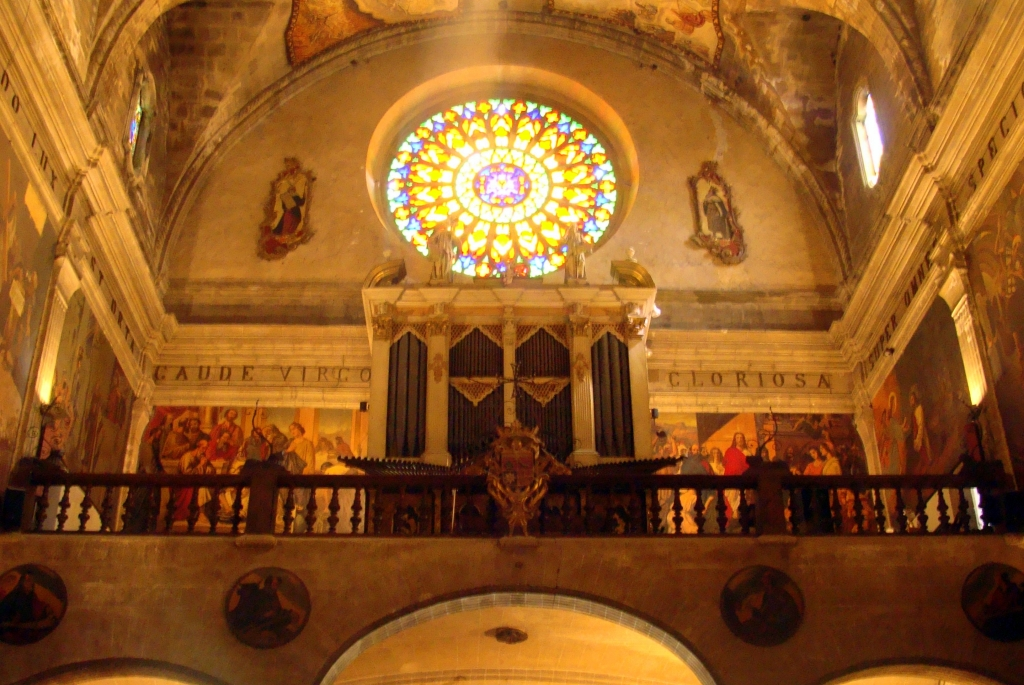
Rosette und Orgel

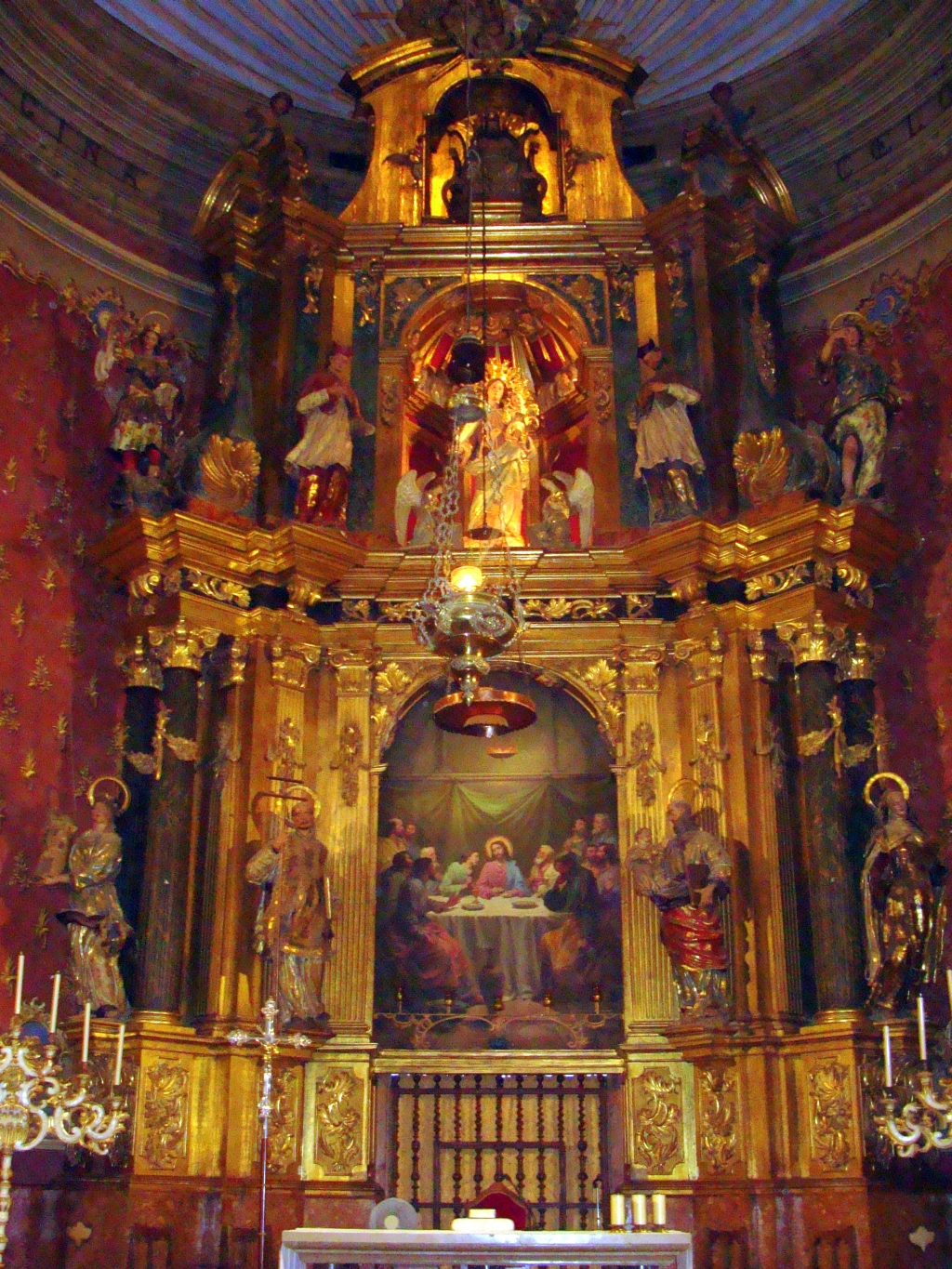
Hauptaltar

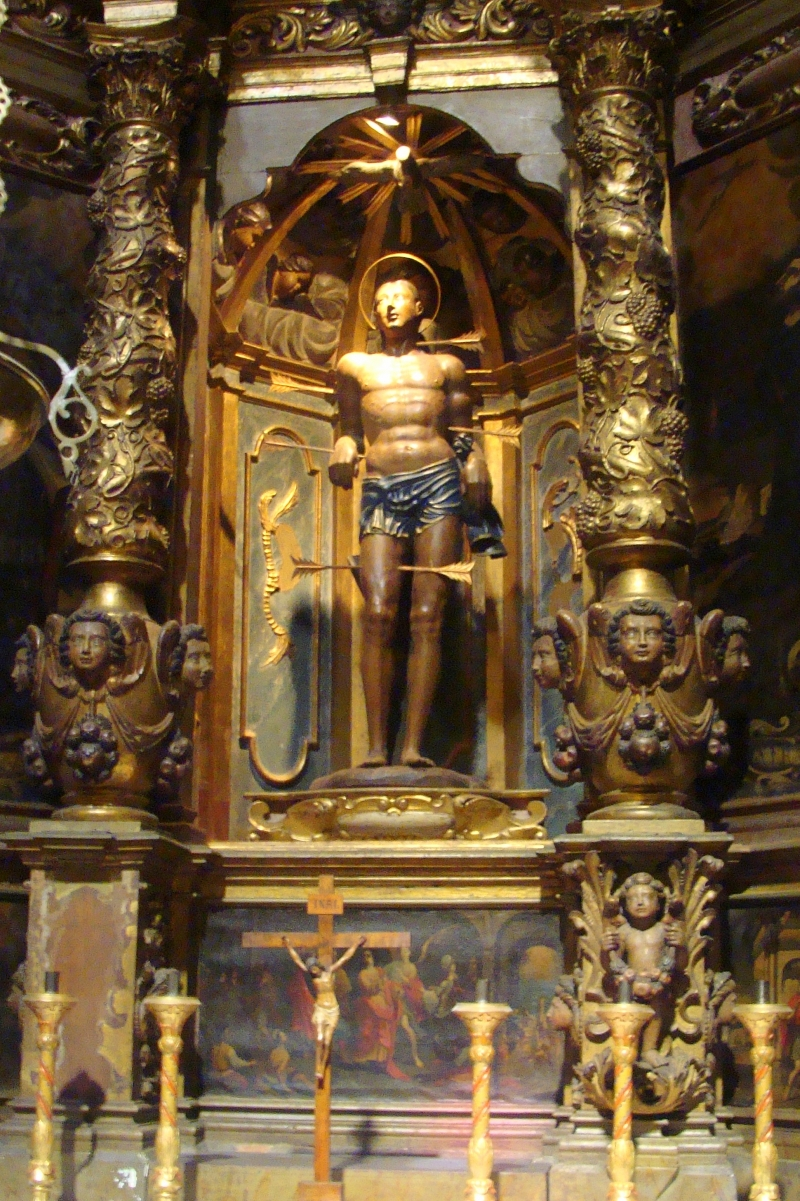
Figur des heiligen Sebastian

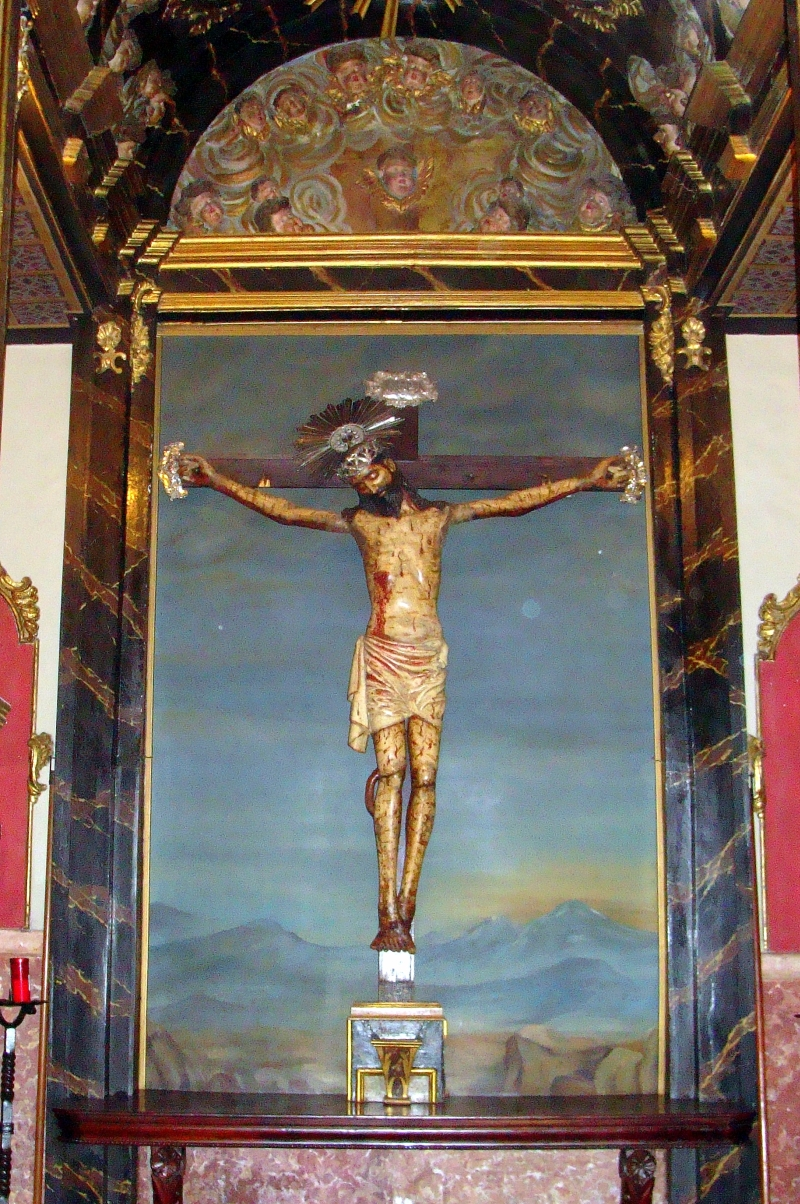
Christusfigur

Santa Maria dels Àngels ist eine Römisch-katholische Kirche in Pollença auf der spanischen Mittelmeerinsel Mallorca.

## Architektur und Geschichte
Die Pfarrkirche wurde vom Templerorden gegründet. Noch heute wird sie im Sprachgebrauch Tempel genannt. Das Mittelschiff ist gotisch und verfügt über Seitenkapellen. Große Teile der Kirche, so das Rundbogengewölbe und das Gesims sind jedoch barocken Ursprungs. Der überwiegende Teil des heutigen Gebäudes entstand zwischen 1714 und 1790 und geht auf den Architekten Juan de Aragón zurück. Auch in der nachfolgenden Zeit erfolgten noch Arbeiten zur Fertigstellung der Kirche. Die Fassade des Gebäudes präsentiert sich schlicht. Oberhalb des Portals ist im Südgiebel eine Rosette integriert.
Anfang des 20. Jahrhunderts erfolgte eine Erhöhung des Glockenturms. Das bis dahin pyramidenförmige Dach des an der Nordostecke befindlichen Turms wurde durch ein flaches Dach ersetzt. Zugleich wurde das Dach der Kirche auf die Höhe der Seitenkapellen abgesenkt.

### Innengestaltung
In der Vorhalle der Kirche stehen zwei Weihwasserbecken. Die Wände sind mit Gedenktafeln und Gemälden versehen. An den Längsseiten befinden sich jeweils sechs Seitenkapellen. Über den Seitenkapellen befinden sich den Kreuzgang Christi darstellende, im 20. Jahrhundert von Atilio Boveri und Eugen Mossgraber geschaffene Wandgemälde. Auch die Gewölbe sind mit Malereien versehen. Die farbigen Fenster in der Rosette und den seitlichen Fenstern wurden von Guillem Reynés, einem Schüler Gaudis, geschaffen. Unterhalb der Rosette ist auf einer Empore die Orgel angeordnet.

#### Hauptaltar
Der heutige Hauptaltar stand ursprünglich in der Monti-Sion-Kirche und wurde in der Zeit um das Jahr 1800 als Ersatz für einen älteren Altar in Santa Maria dels Àngels aufgestellt und für seinen neuen Aufstellungsort angepasst. In der unteren Ebene des Altars befindet sich in der mittleren Nische ein Bildnis, das entsprechend der jeweiligen Liturgie ausgetauscht wird. So kann sich dort eine Darstellung des wiederauferstandenen Christus oder des Abendmahls befinden. Seitlich hiervon sind die Heiligen Barbara und Ignatius sowie die heilige Teresa und der heilige Joachim abgebildet.
In der zweiten Ebene befindet sich eine von Miquel Arcas Pons geschaffene Statue der Maria der Engel. Zu ihren Seiten ist der Erzengel Michael und der heilige Karl Borromäus sowie der Erzengel Rafael und der heilige Johannes Nepomuk zu sehen. Über allem ist Petrus die Verherrlichung Christi dargestellt.
Das Hauptportal der Kirche befindet sich auf der Südseite zum Plaça Major. In seiner heutigen Form entstand es Ende des 19. Jahrhunderts im Stil der Neogotik. Am Portal befindet sich eine Darstellung der Schutzheiligen mit Engeln. Sie wurde von Llorenç Ferrer aus Santanyí-Sandstein geschaffen. 

#### Linke Seitenkapellen
Auf der linken Seite der Vorhalle befindet sich die mit einem Taufstein versehene Taufkapelle der Kirche. In der Kapelle hängen Gemälder der Heiligen Maria der Engel und des Ramón Llull.
Auf der linken Seite der Kirche befindet sich zum Eingang hin die Kapelle der Schutzheiligen der Kirche mit einer aus dem 15. Jahrhundert stammenden Darstellung der Jungfrau, die bereits auf die Templer zurückgeht. Nächste Kapelle auf der linken Seite ist die Mariae-Himmelfahrts-Kapelle. In ihr befindet sich ein Altar, auf dessen mittlerer Tafel die Himmelfahrt Marias dargestellt wird. Am Altarfuß wird die verstorbene Jungfrau gezeigt. Es ist überliefert, dass der Bischof Vich i Manrique das Bild als „gar gütig und anmutig“ lobte.
Auf der Westseite der Kirche besteht ein Portal zum alten Marktplatz der Stadt. Oberhalb des Portals befindet sich auf der Innenseite ein Bild des heiligen Gabriel. Ursprünglich befand es sich in der unteren Nische des Hauptaltars der Kirche.
Die nächste Kapelle auf der linken Seite ist die Sankt-Jakobs-Kapelle. In ihr ist der Heilige Jakob mit Johannes dem Täufer und Johannes dem Evangelisten dargestellt. Die darauffolgende Kapelle der unbefleckten Empfängnis wurde lange Zeit von der Familie des Dichters und Priesters Miquel Costa i Llobera geführt. Die Kapelle erhielt einen Boden aus Binissalem-Stein sowie eine Verschalung mit weißem Marmor. Die Familie stiftete auch die in der Kapelle stehende Marienstatue.
Die Josefskapelle ist die nördlichste der linken Seitenkapellen. In ihr werden Szenen aus dem Leben der heiligen Familie von Nazaret dargestellt.

#### Rechte Seitenkapellen
Die erste Seitenkapelle auf der rechten Seite ist die Kapelle der heiligen Catalina Tomas. In der Vergangenheit diente die Kapelle als Kommunionskapelle. Auf diese Verwendung geht eine mit einem Gitter versehene Stufe zurück. Neben der Schutzheiligen Mallorcas dient die Kapelle jedoch auch der Verehrung der heiligen Märtyrerin Katharina, der heiligen Lucia und dem heiligen Christopher.
In der Sankt-Sebastian-Kapelle befindet sich ein Altar aus dem Rokoko, auf dessen Seitenflügel sich ein Bild des heiligen Sebastian befindet.
In der Kapelle des hochheiligen Sakraments wird das beim Abendmahl gesegnete Brot verwahrt. Die Kapelle verfügt über einen vom Bildhauer Miguel Arcas im Jugendstil geschaffenen Altar. Es handelt sich um den einzigen nicht aus der Zeit des Barocks stammenden Altar der Kirche. An der Seite der Kapelle ist der bekannte Priester und Dichter Costa i Llobera beigesetzt.
Die Kapelle des heiligen Anton enthält eine von einem unbekannten Bildhauer geschaffene Figur des Heiligen, die die Bevölkerung dazu aufruft, am großen Pinienbaumfest teilzunehmen.
In der Blutkapelle ist ein gekreuzigter Christus zu sehen. Die im Hintergrund zu erkennende Landschaft wurde von Miguel Llinàs geschaffen.
Die letzte Kapelle auf der rechten Seite enthält schließlich eine Kopie der Jungfrau vom Puig de Maria. Das Original der Figur befindet sich in der Kapelle auf dem Puig de Maria. Ein Ornament in der Kapelle ist dem heiligen Francisco Xavier gewidmet.